# Matutidae
Matutidae là một họ cua. Các loài trong họ này đôi khi được gọi là cua mặt trăng (moon crab). Cấu trúc cơ thể của chúng thích nghi với việc bơi lội hoặc đào bới. Chúng khác với các loài cua bơi thuộc họ Portunidae ở chỗ cả năm cặp chân đều dẹt chứ không chỉ có cặp chân cuối cùng như ở Portunidae. Cua thuộc họ Matutidae là loài săn mồi hung hãn.

## Phân loại
Theo truyền thống, đơn vị phân loại này được coi là một phân họ của họ Calappidae và chỉ chứa một chi Matuta. Hiện tại, chúng đã được công nhận xếp hạng là một họ gồm 6 chi (4 chi còn tồn tại và 2 chi hóa thạch). Mặc dù được xếp vào bộ Calappoidea, nhưng các nhà nghiên cứu vẫn chưa thể xác định rõ ràng rằng Matutidae và Calappidae có liên quan chặt chẽ với nhau hay không.
- Ashtoret Galil & P. F. Clark, 1994
- †Eomatuta De Angeli & Marchiori, 2009
- Izanami Galil & P. F. Clark, 1994
- Matuta Weber, 1795
- Mebeli Galil & P. F. Clark, 1994
- †Szaboa Müller & Galil, 1998

## Hình ảnh

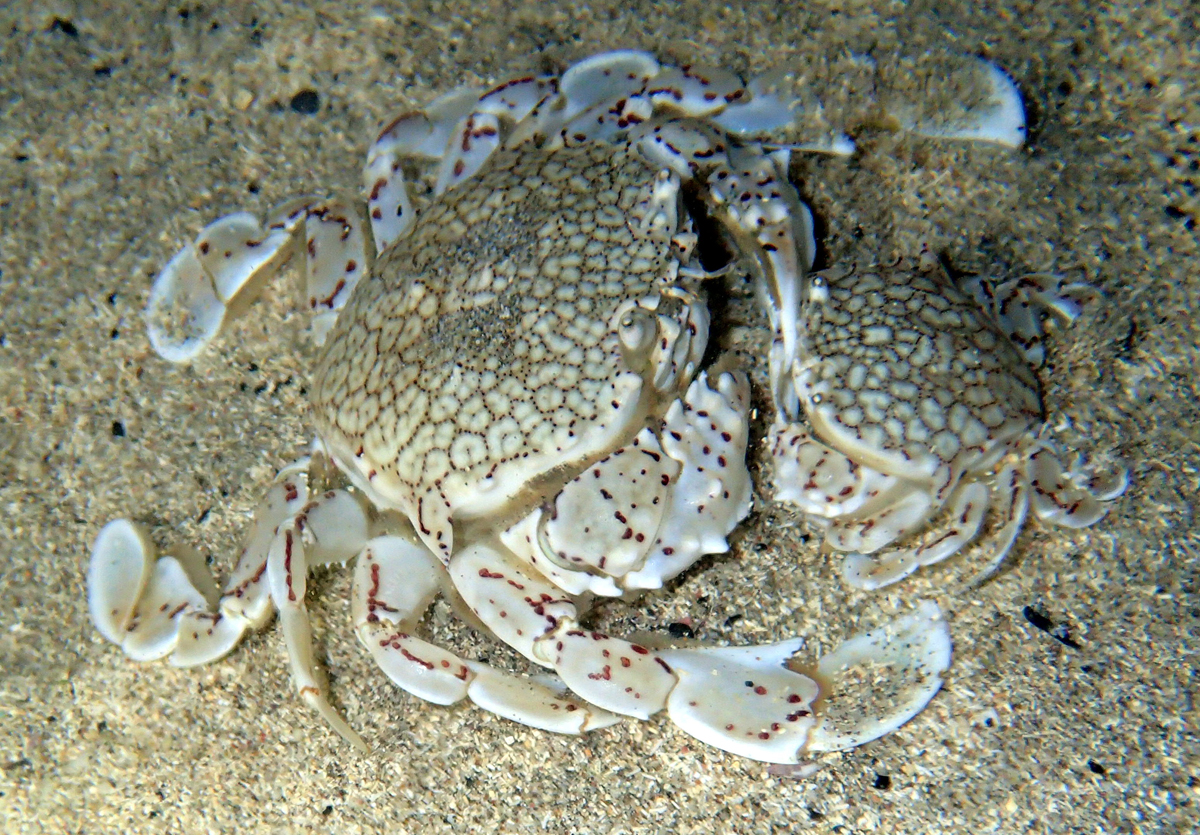
Ashtoret picta
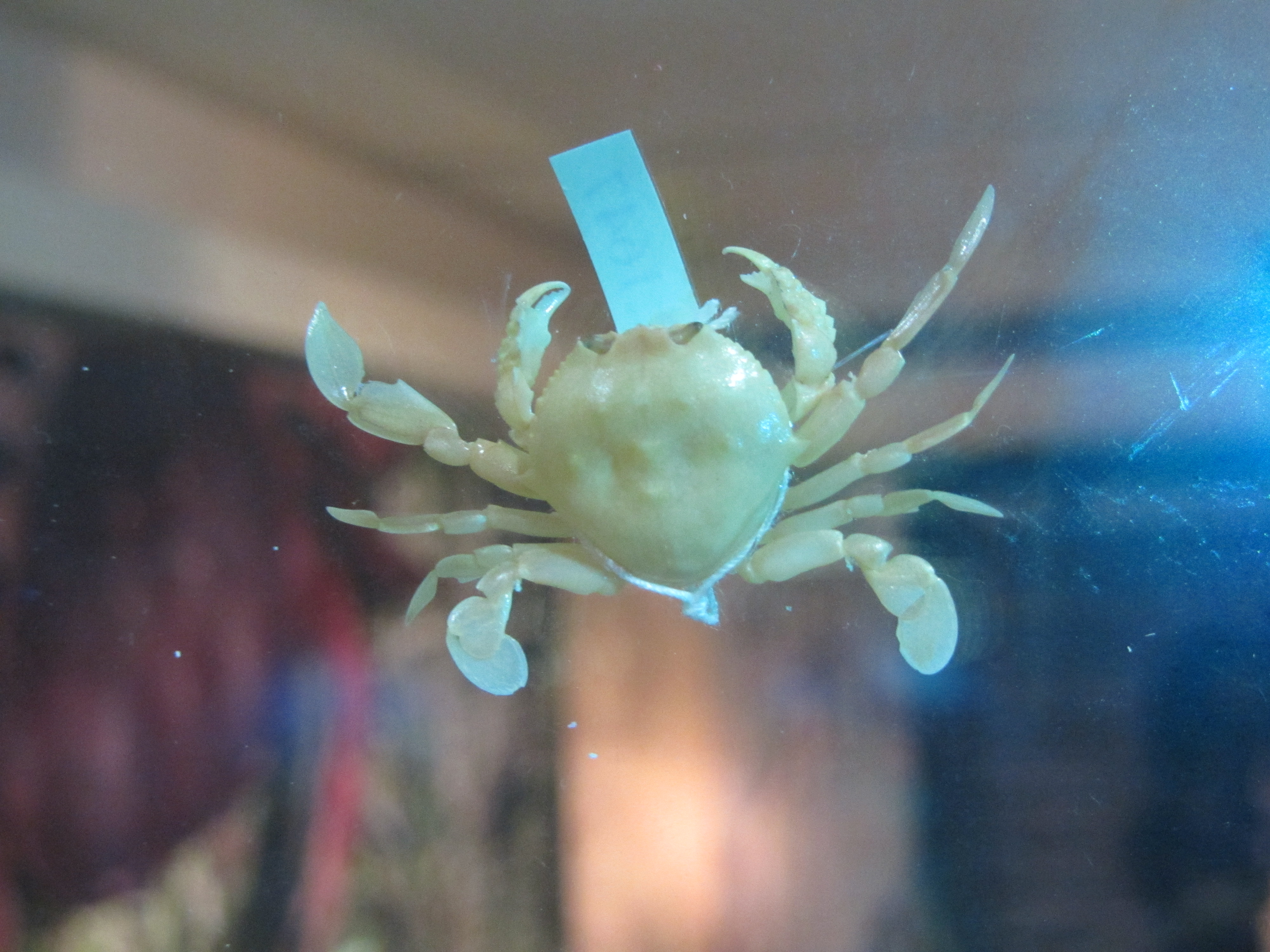
Izanami curtispina
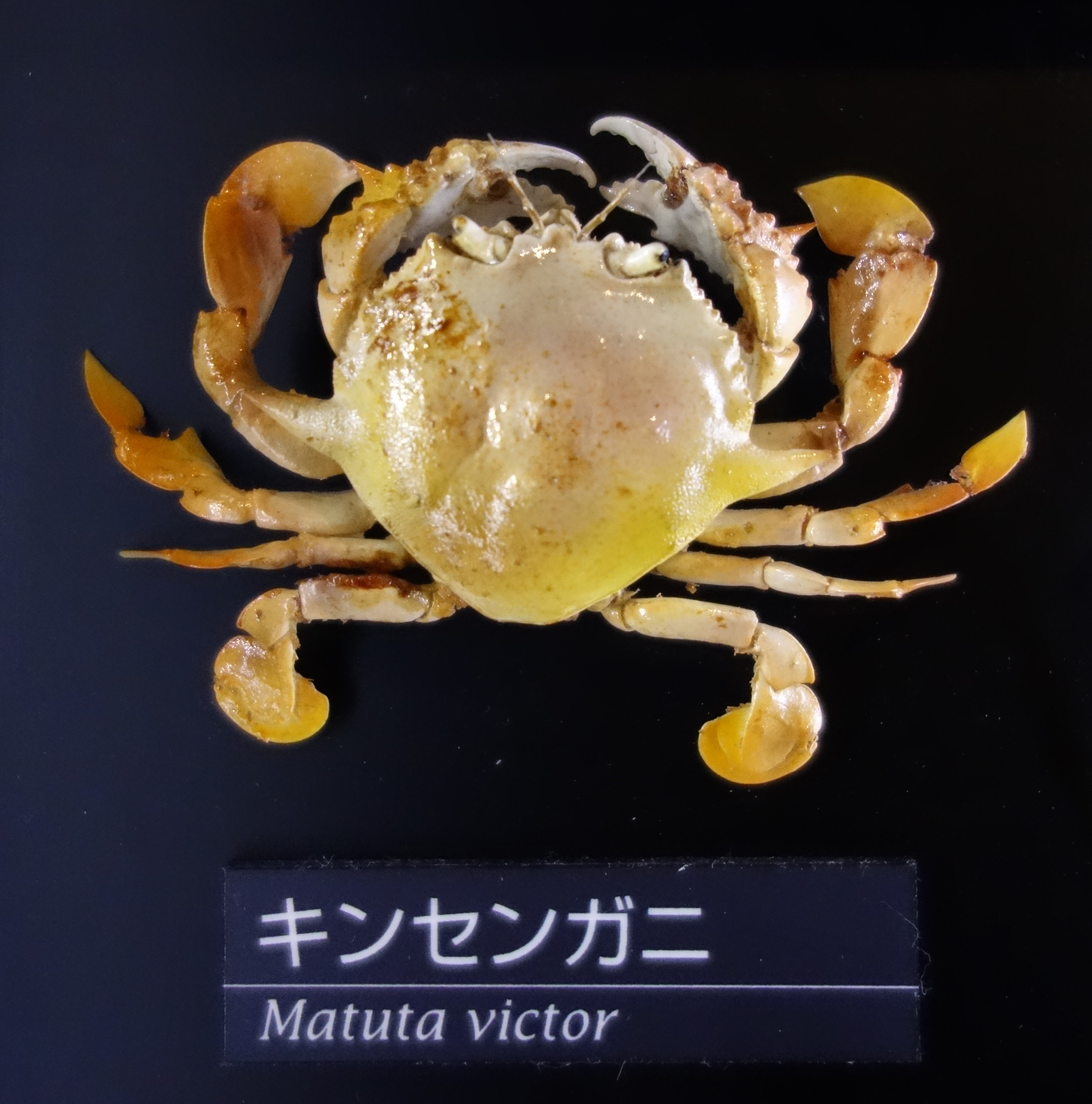
Matuta victor
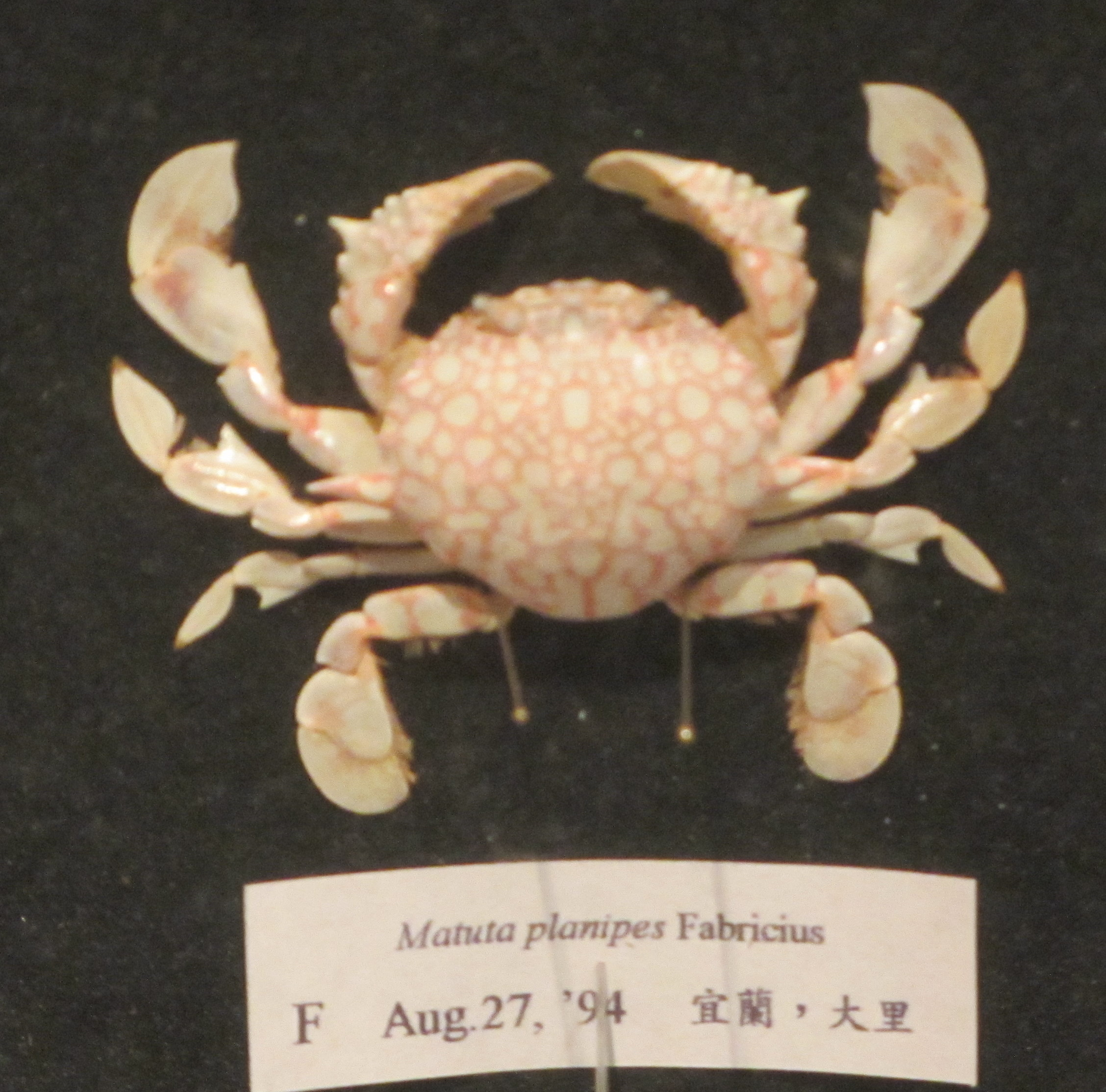
Matuta planipes

## Ghi nhận hóa thạch
Chi Szaboa chỉ được biết đến từ các mỏ hóa thạch Hungary có tuổi Trung kỳ Miocene. Chi Eomatuta được mô tả từ Trung Eocen ở Ý năm 2009. Hóa thạch của chi Ashtoret cũng đã được tìm thấy trong trầm tích Miocene ở Nhật Bản.